# Альфонсо Портільо
Альфонсо Антоніо Портільо Кабрера (нар. 24 вересня 1951) — гватемальський політик, президент країни з 2000 до 2004 року.

## Життєпис

### Ранні роки
Народився у місті Сакапа. Здобув освіту у Мексиці. Пізніше отримав ступінь магістра соціальних наук в Автономному університеті Герреро та ступінь доктора в Національному автономному університеті Мехіко. Утім, щодо останнього твердження є деякі сумніви.
Наприкінці 1970-их років був членом лівацької групи корінного населення під назвою Гватемальська національна революційна єдність. Упродовж 1980-их викладав політологію в університеті Чілпансінго. У ті часи Портільо застрелив двох студентів. Згодом він стверджував, що зробив це з метою самозахисту.
1989 року повернувся до Гватемали та вступив до лав Соціал-демократичної партії, яка прийшла на зміну Революційній партії за рік до того. Потім він перейшов до Гватемальської християнсько-демократичної партії. 1992 він отримав пост директора Гватемальського інституту соціальних та політичних наук, ту посаду він обіймав до 1994 року. За рік до того він став генеральним секретарем своєї політичної партії та був обраний до Конгресу.

### Гватемальський республіканський фронт
У квітні 1995 Портільо разом із сімома іншими членами Християнських демократів залишив партію. 20 липня того ж року він вступив до лав Гватемальського республіканського фронту. Лідер партії, Ефраїн Ріос Монтт, на той час був головою Конгресу. Коли останнього було позбавлено депутатського мандату (через те, що раніше він узяв владу шляхом державного перевороту), партію очолив Портільо.

### Президентські амбіції
У липні 1998 партія обрала Портільо кандидатом у президенти на виборах, що мали відбутись наступного року. Під час передвиборчої кампанії він обіцяв непохитно боротись із корупцією, захищати індіанців та бідних селян. Також він обіцяв навести лад із проблемою зростання рівня злочинності, що спостерігалось під час президентства Арсу. Під час кампанії знову було піднято питання про убивства студентів у мексиканському університеті. Портільо наполягав, що то був акт самооборони. 26 грудня 2003 року він переміг у президентських перегонах.

### Президентство
У день інавгурації Портільо заявив, що Гватемала перебуває «на межі колапсу» та пообіцяв провести ретельне розслідування випадків корупції у вищих органах влади. 9 серпня 2000 року у своїй промові він заявив, що уряди попередніх двох десятиліть зловживали нехтуванням правами людини та громадянина. Натомість його уряд вже за короткий час виявився неспроможним подолати корупцію та політичну мафію в країні. Упродовж 2001 року адміністрація Портільо стикнулась із неперервними хвилями протестів, що підірвало довіру до уряду. Гватемальський республіканський фронт було звинувачено у відмиванні грошей, переведенні коштів на ім'я військових високопосадовців, створенні банківських рахунків у Панамі, Мексиці та США.
На виборах 2003 року Республіканський фронт зазнав поразки, а новим президентом став Оскар Бергер.

### Після відставки
Одразу після завершення президентського терміну Портільо втік до Мексики. Його бул звинувачено у незаконному переводі коштів (15 мільйонів доларів) для гватемальського оборонного відомства. Після тривалого процесу міністр закордонних справ Мексики дозволив провести екстрадицію Портільо до Гватемали 30 жовтня 2006 року. Утім на практиці екстрадиція відбулась тільки 7 жовтня 2008 року.
У травні 2007 Портільо подав позов до Центральноамериканського арбітражного суду в Нікарагуа з метою відновлення членства у Центральноамериканському парламенті (таким чином він бажав отримати імунітет і не допустити притягнення себе до суду).
9 травня 2011 з Портільо та його соратників було знято всі звинувачення, оскільки на думку суду гватемальська прокуратура не змогла надати достатньо доказів вини колишнього президента. Натомість представники прокуратури заявили, що не згодні з рішенням суду та збираються його оскаржити.
26 серпня того ж року Конституційний суд ухвалив постанову про видачу Портільо Сполученим Штатам. Він мав стати першим президентом Гватемали, який постав би перед правосуддям США за звинуваченням у відмиванні коштів через американські банки
18 березня 2014 року колишній президент Портільо визнав себе винним під час слухань у федеральному суді Південного округу Нью-Йорка. Йому загрожує максимальний термін ув'язнення на 20 років та $ 500 000 штрафу.